# Belemnodes
Belemnodes is een geslacht van hooiwagens uit de familie Manaosbiidae.
De wetenschappelijke naam Belemnodes is voor het eerst geldig gepubliceerd door Strand in 1942. 

## Soorten
Belemnodes is monotypisch en omvat slechts de volgende soort:
- Belemnodes scaber